# Босхолов, Сергей Семёнович
Сергей Семенович Босхолов (родился 16 июля 1950 года в селе Харазаргай Эхирит-Булагатского района Усть-Ордынского Бурятского автономного округа, РСФСР, СССР) — российский политический деятель, депутат Государственной Думы ФС РФ первого и второго созывов, заместитель главы администрации Иркутской области, депутат Законодательного собрания Иркутской области четвёртого созыва, доктор юридических наук, профессор, заслуженный юрист Российской Федерации (1998).

## Биография
С 1967 по 1968 год работал тренером по велосипедному спорту в детско-юношеской спортивной школе. С 1969 по 1971 год проходил срочную службу в Советской армии.
В 1975 году окончил Волгоградскую высшую следственную школу МВД СССР. С 1975 по 1978 год работал в Эхирит-Булагатском РОВД Иркутской области следователем, старшим следователем. С 1978 года по 1990 год был членом КПСС. В 1981 году окончил аспирантуру Академии Министерства внутренних дел СССР, в 1982 году защитил диссертацию на соискание учёной степени кандидата юридических наук. С 1981 по 1989 год работа на Вильнюсском факультете Минской высшей школы МВД СССР преподавателем, старшим преподавателем, доцентом кафедры специальных дисциплин. С 1989 по 1990 год учился докторантуре Академии Министерства внутренних дел СССР. С 1990 по 1991 год был членом Комитета конституционного надзора СССР, с 1991 по 1993 год работал в Конституционном суде РФ советником.
В 1993 году был избран депутатом Государственной Думы I созыва от Усть-Ордынского Бурятского одномандатного избирательного округа № 220. В Государственной думе был заместителем председателя комитета по безопасности, входил во фракцию Партии российского единства и согласия.
В 1995 году был повторно избран депутатом Государственной Думы II созыва от Усть-Ордынского Бурятского одномандатного избирательного округа № 220. В Государственной думе был заместителем председателя комитета по безопасности, входил во фракцию «Наш дом — Россия».
В 1999 году защитил диссертацию на искание учёной степени доктора юридических наук. С 2000 по 2003 год работал заместителем главы администрации Иркутской области по правовым вопросам.
Работал профессором кафедры уголовного права и криминологии Байкальском государственном университете экономики и права. С 2007 годы являлся членом Общественной палаты Иркутской области. С января 2008 года — депутат Законодательного Собрания Иркутской области 4 созыва, был избран по спискам партии «Единая Россия», был членом комитета по законодательству о природопользовании, экологии и сельском хозяйстве, комиссии по Регламенту, депутатской этике, информационной политике и связям с общественными объединениями.
С 2009 года — председатель комиссии по правам человека, общественному контролю над деятельностью правоохранительных органов и силовых структур Общественной палаты Иркутской области.
Работал в Иркутском институте (филиале) Всероссийского государственного университета юстиции профессором, профессором кафедры уголовного права и криминологии.
С 2012 года является руководитель фермерского хозяйства «Батхай экопродукт», занимается разведением крупного рогатого скота, овец, коней.

## Законотворческая деятельность
За время исполнения полномочий депутата Государственной думы I и II созыва выступил соавтором 9 законодательных инициатив и поправок к проектам федеральных законов. 